# Умберто Мелнаті
Умберто Мелнаті (італ. Umberto Melnati; 17 червня 1897 — 30 березня 1979) — італійський кіноактор.
Знявся у понад 35 фільмах між 1932 і 1962 роками.
Знімався у таких фільмах, як фільм Маріо Маттолі 1936 року «L'uomo che sorride» та «Il signor Max» (1937). Коли він був молодшим актором, працював разом з Вітторіо Де Сікою.

## Вибрана фільмографія
- 1934 — Пісня сонця
- 1940 — Червоні троянди
- 1954 — Велика гра